# تشارلز ماسون (محامي)
تشارلز ماسون (بالإنجليزية: Charles Mason)‏ هو قاضي ومحامي أمريكي، ولد في 18 يوليو 1810، وتوفي في 31 مايو 1879.